# Hochfilzen
Hochfilzen kis település Ausztriában, Tirol tartományban. A Pillersee völgyben elterülő falu öt kilométerre nyugatra található Fieberbrunntól. A 2009-es népszámlálási adatok alapján 1120 lakosa volt.
Köszönhetően a közelében kialakított sípályáknak, jelentős turisztikai központ. Többször, 1978-ban, 1998-ban, 2005-ben és 2017-ben adott otthont biatlon-világbajnokságnak, illetve az évente megrendezésre kerülő biatlon-világkupa sorozatnak is az egyik helyszíne.